# 瓦西利夫希納
51°8′53″N 34°24′9″E / 51.14806°N 34.40250°E
瓦西利夫希納（烏克蘭語：Василівщина）是位於烏克蘭東北部的村莊，由蘇梅州蘇梅區的比洛皮利亞市鎮負責管轄。該村處於克雷哈河右岸，分別距離馬爾亞尼夫卡1.5公里、莫羅恰2公里和比洛皮利亞4公里，海拔高度137米，2001年人口40。